# Syritta bulbus
Syritta bulbus là một loài ruồi trong họ Ruồi giả ong (Syrphidae). Loài này được Walker mô tả khoa học đầu tiên năm 1849. Syritta bulbus phân bố ở vùng Châu Phi